# حميد بن شعر
حميد بن شعر كاتب جزائري ولقد كتب العديد من الكتب باللغة الفرنسية و يعيش في كندا 

## من مؤلفاته
- الطفل من السهل عالي L'Harmattan[2]
- يبدأ دائما مع حلم L'Harmattan[3]
- حاجز زائف 2017 ,L'Harmatton